# 克里斯托夫·霍奇豪斯勒
克里斯托夫·霍奇豪斯勒（德語：Christoph Hochhäusler；1972年7月10日—）是德國電影導演、影評。

## 生平
霍奇豪斯勒是柏林學派的代表導演之一，他曾以《我有罪》(2005)與《地下情》(2010)分別進入坎城影展一種注目單元。1998年，他共同創辦了電影雜誌左輪手槍。
2017年至2021年間，他於德國電影與電視學院導演系任教。2023年，他以《直到長夜將盡》進入第73屆柏林影展正式競賽單元，並獲得最佳配角銀熊獎。

## 電影作品
- 2003年：《牛奶森林》(Milchwald)
- 2005年：《我有罪（英语：I Am Guilty）》(Falscher Bekenner)
- 2010年：《地下情》(Unter dir die Stadt)
- 2011年：《一分鐘的黑暗（德语：Dreileben (Filmtrilogie)）》(Dreileben – Eine Minute Dunkel)
- 2014年：《勝利者謊言》(Die Lügen der Sieger)
- 2023年：《直到長夜將盡》(Bis ans Ende der Nacht)
- 2024年：《死亡將至（英语：Death Will Come）》(La Mort viendra)

## 外部連結
- 克里斯托夫·霍奇豪斯勒在互联网电影资料库（IMDb）上的資料（英文）